# 19 de abril
19 de abril é o 109.º dia do ano no calendário gregoriano (110.º em anos bissextos). Faltam 256 dias para acabar o ano.

## Eventos históricos

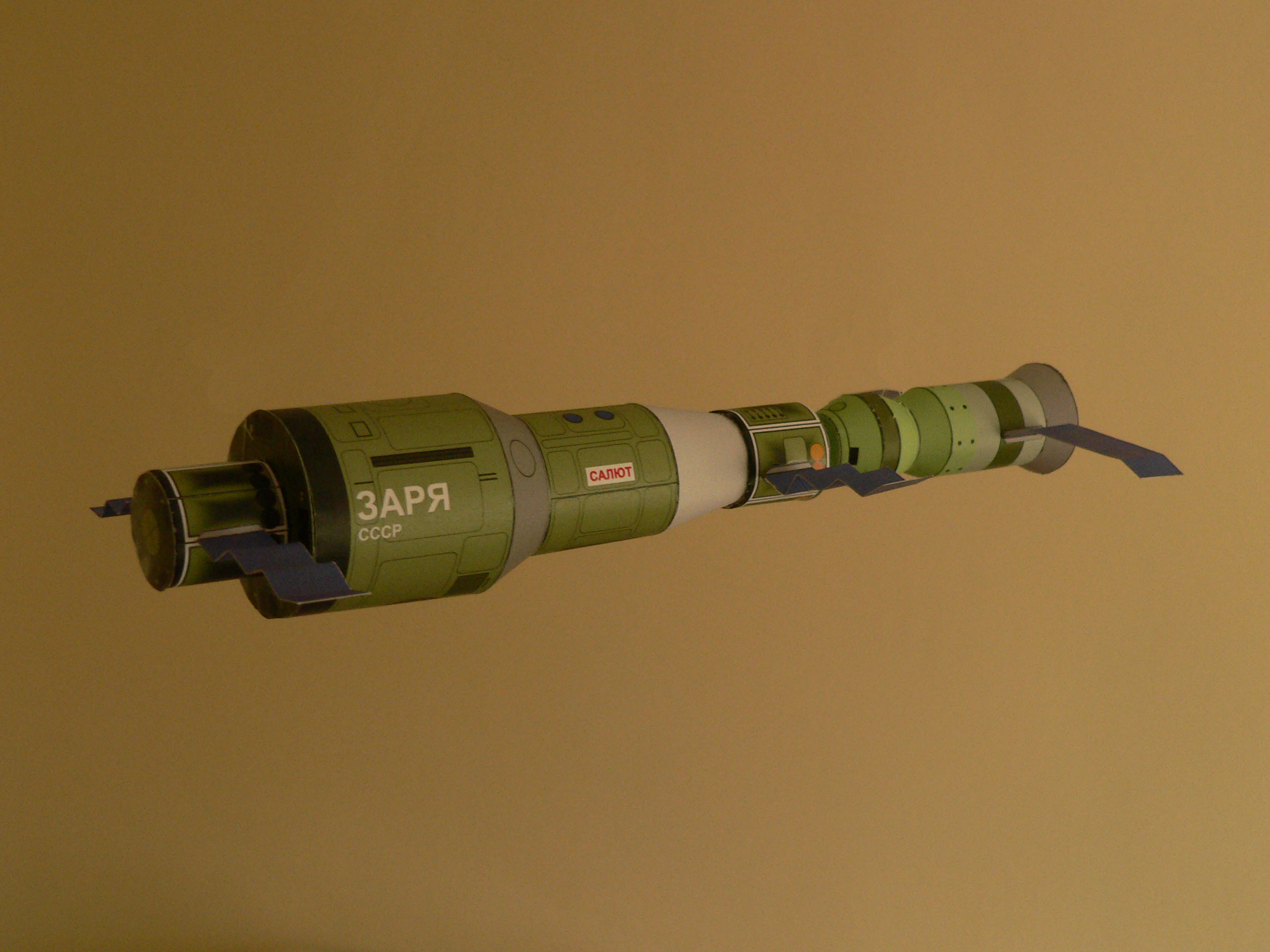
1971: Representação da Salyut 1, a primeira estação espacial.

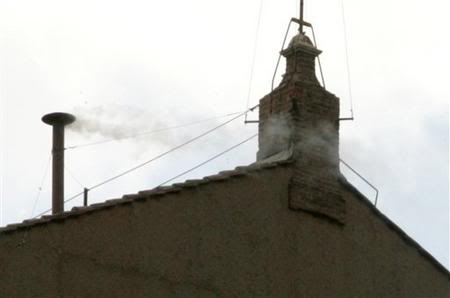
2005: Eleição do Papa Bento XVI.

- 0065 — O liberto Milichus trai a conspiração de Pisão para matar o imperador Nero e todos os conspiradores são presos.[1]
- 0531 — Batalha de Calínico: um exército bizantino sob o comando de Belisário é derrotado pelos persas em Raqqa.
- 0797 — Imperatriz Irene organiza uma conspiração contra seu filho, o imperador bizantino Constantino VI. É deposto e cegado.
- 1012 — Martírio de Alfege em Greenwich, na Inglaterra.
- 1213 — Papa Inocêncio III convoca o Quarto Concílio de Latrão pela bula "Vineam Domini Sabaoth".
- 1506 — Massacre de judeus em Lisboa: morrem cerca de 3 000 pessoas.
- 1529 — Início da Reforma Protestante: após a Segunda Dieta de Speyer proibir o luteranismo, um grupo de governantes e cidades independentes protesta a reintegração do Édito de Worms.
- 1539 — É assinado o Tratado de Frankfurt entre os protestantes e o Sacro Imperador Romano.
- 1648 — Batalha dos Guararapes: término do primeiro confronto entre o exército da Companhia Holandesa das Índias Ocidentais e os defensores do Império Português.
- 1677 — O exército francês captura a cidade de Cambrai mantida pelas tropas espanholas.[2]
- 1713 — Sem herdeiros vivos do sexo masculino, Carlos VI, Sacro Imperador Romano-Germânico, emite a Pragmática Sanção de 1713 para garantir que as terras dos Habsburgos e o trono austríaco fosse herdado por sua filha, Maria Teresa.
- 1770
  - O então tenente James Cook avista a Austrália pela primeira vez.
  - Maria Antonieta se casa com Luís XVI da França em um casamento por procuração.
- 1775 — Guerra de Independência dos Estados Unidos: a guerra começa com uma vitória dos colonos anglo-americanos em Concord durante as Batalhas de Lexington e Concord.
- 1782 — John Adams assegura o reconhecimento pela República Unida dos Países Baixos dos Estados Unidos como um governo independente. A casa que tinha comprado em Haia, torna-se a primeira embaixada americana.
- 1809 — Um exército austríaco é derrotado pelas forças do Ducado de Varsóvia, na Batalha de Raszyn, parte das lutas da Quinta Coligação. No mesmo dia, o exército principal austríaco é derrotado pelas tropas do Império Francês comandadas por Louis Nicolas Davout na Batalha de Teugen-Hausen, na Baviera, parte de uma campanha de quatro dias que terminou na vitória francesa.
- 1810 — Revolução de 19 de Abril de 1810: criação de um governo autônomo em Caracas, dando início ao processo de independência da Venezuela.
- 1818 — O físico francês Augustin Fresnel assina sua preliminar "Nota sobre a Teoria da Difração". O documento termina com o que hoje chamamos de integrais de Fresnel.
- 1839 — O Tratado de Londres estabelece a Bélgica como um reino e garante a sua neutralidade.
- 1861 — Guerra Civil Americana: uma multidão pró-Secessão em Baltimore ataca as tropas do Exército dos Estados Unidos que marchavam pela cidade.[3]
- 1882 — Nasce Getúlio Vargas no interior do Rio Grande do Sul, no município de São Borja.
- 1903 — O pogrom de Kishinev em Kishinev começa, forçando dezenas de milhares de judeus a buscarem, mais tarde, refúgio na Palestina e no mundo ocidental.
- 1943
  - O químico suíço Dr. Albert Hofmann experimenta LSD intencionalmente pela primeira vez.
  - Segunda Guerra Mundial: na Polônia tem início o Levante do Gueto de Varsóvia, depois que tropas alemãs entram no Gueto de Varsóvia para levar os judeus remanescentes.
- 1956 — A atriz Grace Kelly se casa com o príncipe Rainier de Mônaco.
- 1958 — Criação da Arquidiocese de Aparecida pelo Papa Pio XII.
- 1960 — Estudantes da Coreia do Sul realizam um protesto pró-democracia em todo o país contra o presidente Syngman Rhee, mais tarde, forçando-o a renunciar.
- 1965 — Publicação do que se tornaria a Lei de Moore pela Electronics Magazine, artigo de Gordon Moore sobre a evolução dos Circuitos Integrados.
- 1971
  - Serra Leoa torna-se uma república, e Siaka Stevens o presidente.
  - Lançamento da Salyut 1, a primeira estação espacial.
  - Charles Manson é condenado à morte por conspiração nos assassinatos de Tate-LaBianca.
- 1973 — O Partido Socialista português é fundado na cidade alemã de Bad Münstereifel.
- 1975
  - Lançamento do primeiro satélite da Índia, Aryabhata.
  - As forças sul-vietnamitas se retiraram da cidade de Xuan Loc na última grande batalha da Guerra do Vietnã.[4]
- 1980 — O sindicalista Luiz Inácio da Silva, foi preso por conta da sua atuação durante uma greve no ABC paulista. Lula ficou detido no Departamento de Ordem Política e Social (DOPS) de SP.
- 1993 — O cerco de 51 dias feito pelo FBI ao edifício do Ramo Davidiano em Waco, Estados Unidos, termina em um incêndio. Oitenta e uma pessoas morrem.
- 1995 — Atentado de Oklahoma City: Timothy McVeigh coloca explosivos no edifício do governo federal estadunidense Alfred P. Murrah, causando 168 mortos e mais de 500 feridos.
- 1999 — O Bundestag alemão retorna a Berlim.
- 2000 — O voo 541 da Air Philippines cai em Samal, Davao del Norte, matando todas as 131 pessoas a bordo.
- 2005 — Após quatro votações, o conclave elege Joseph Cardeal Ratzinger como Papa, que assume o nome de Bento XVI.
- 2006 — Inauguração do Casino de Lisboa, no Parque das Nações.
- 2011 — Fidel Castro se afasta do Comitê Central do Partido Comunista de Cuba após 45 anos no cargo.
- 2013 — O suspeito do atentado à Maratona de Boston, Tamerlan Tsarnaev é morto em um tiroteio com a polícia.
- 2021 — O helicóptero Ingenuity se torna a primeira aeronave a conseguir voar em outro planeta.[5]

## Nascimentos

### Anterior ao século XIX
- 0626 — Eanfleda, rainha da Nortúmbria e abadessa (m. 685).
- 1452 — Frederico IV, rei de Nápoles (m. 1504)
- 1637 — Lorenzo Onofrio Colonna, nobre italiano (m.1689).
- 1658 — João Guilherme, Eleitor Palatino (m. 1716).
- 1718 — Antão de Almada, 12.º conde de Avranches (m. 1797).
- 1758 — Fisher Ames, político norte-americano (m. 1808).
- 1772 — Luísa Isabel de Kirchberg, condessa de Sayn-Hachenburg (m.1827).
- 1793 — Fernando I da Áustria (m.1875).
- 1795 — Christian Gottfried Ehrenberg, naturalista alemão (m. 1876).Getúlio Vargas

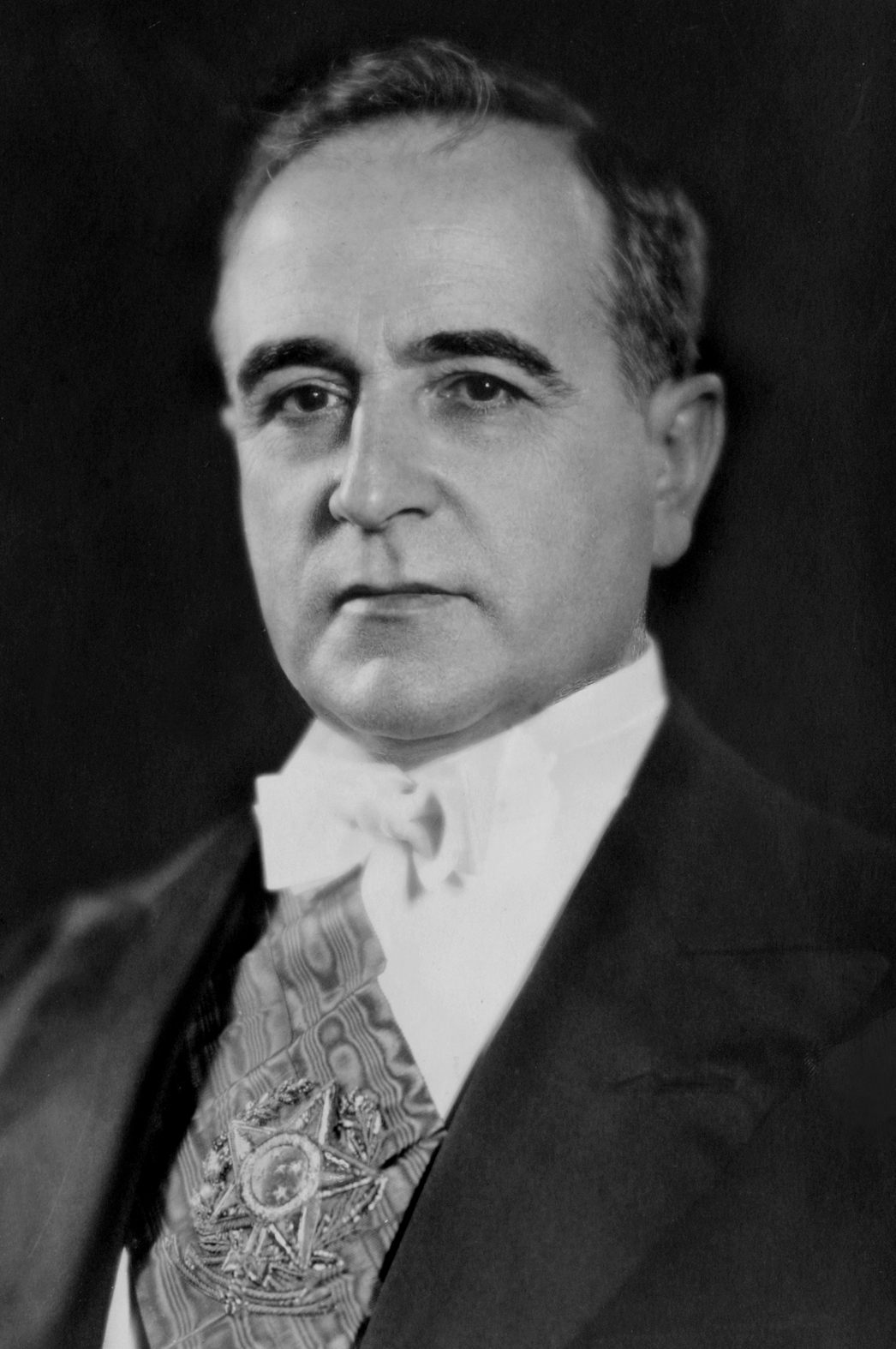
Getúlio Vargas

### Século XIX
- 1829 — Qorpo Santo, dramaturgo brasileiro (m. 1883).
- 1867 — Elvira Rawson de Dellepiane, médica e sufragista argentina (m. 1954).
- 1868 — Paul Percy Harris, advogado estadunidense (m. 1947).
- 1874 — Ada Sacchi Simonetta, bibliotecária e ativista italiana (m. 1944).
- 1876 — Henrique de Mecklemburgo-Schwerin, príncipe dos Países Baixos (m. 1934).
- 1882 — Getúlio Vargas, advogado e político brasileiro, 14.° e 17.º presidente do Brasil (m. 1954).
- 1886 — Manuel Bandeira, poeta brasileiro (m. 1968).
- 1900 — Duarte Pacheco, político português (m. 1943).

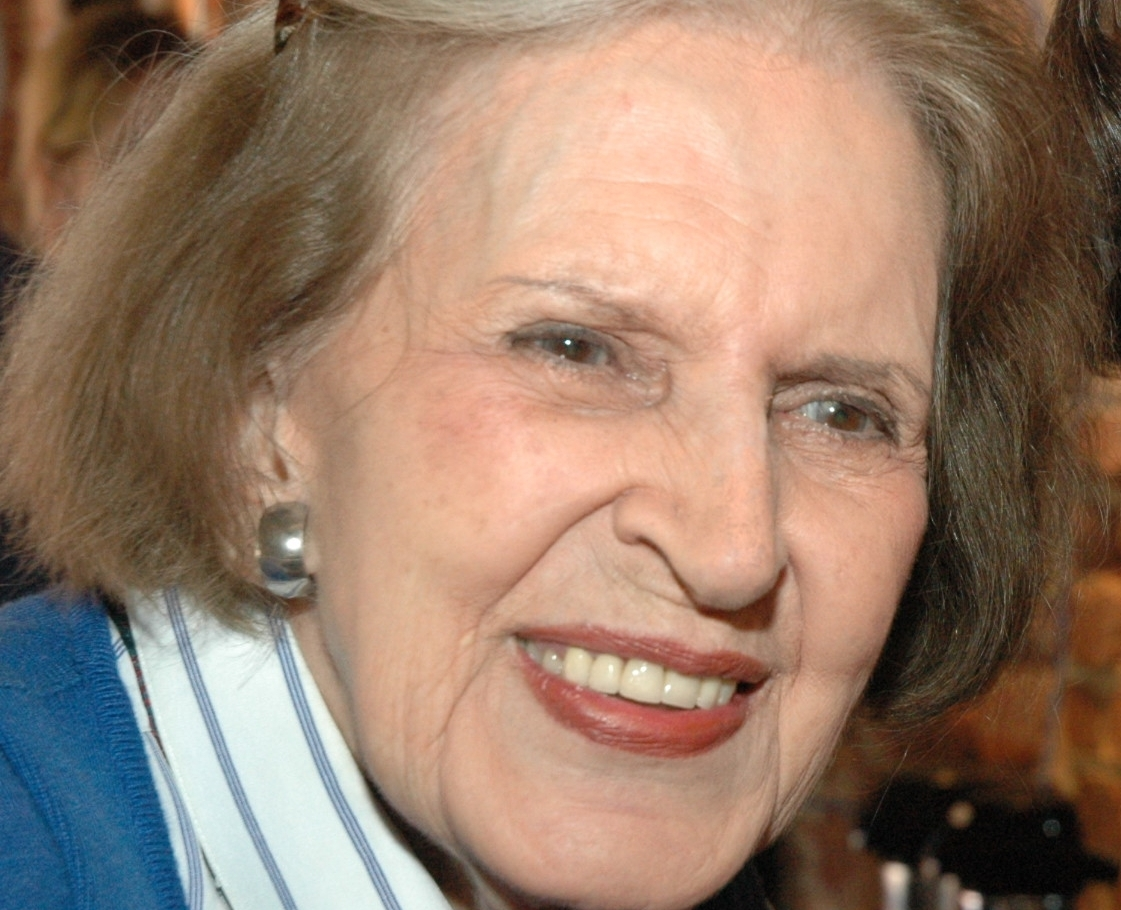
Lygia Fagundes Telles

### Século XX

#### 1901–1950
- 1918 — Lygia Fagundes Telles, escritora brasileira (m. 2022).
- 1930 — Armando Bógus, ator brasileiro (m. 1993).
- 1932 — Fernando Botero, pintor e escultor colombiano (m. 2023).
- 1933 — Jayne Mansfield, atriz norte-americana (m. 1967).
- 1935 — Dudley Moore, ator britânico (m. 2002).
- 1937 — Joseph Estrada, ator e político filipino.Roberto Carlos

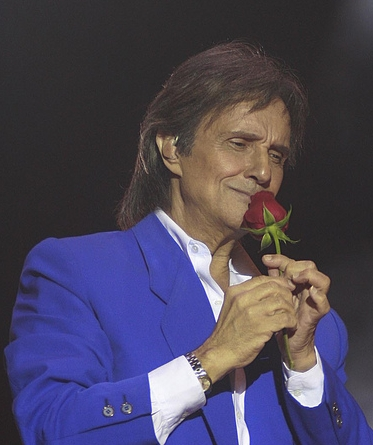
Roberto Carlos

- 1941 — Roberto Carlos, cantor e compositor brasileiro.
- 1943
  - Ubiratan Guimarães, militar e político brasileiro (m. 2006).
  - Roberto Sant'Ana, produtor musical brasileiro.
- 1944 — James Heckman, economista norte-americano.
- 1946 — Tim Curry, ator e dublador anglo-americano.
- 1949
  - Paloma Picasso, estilista francesa.

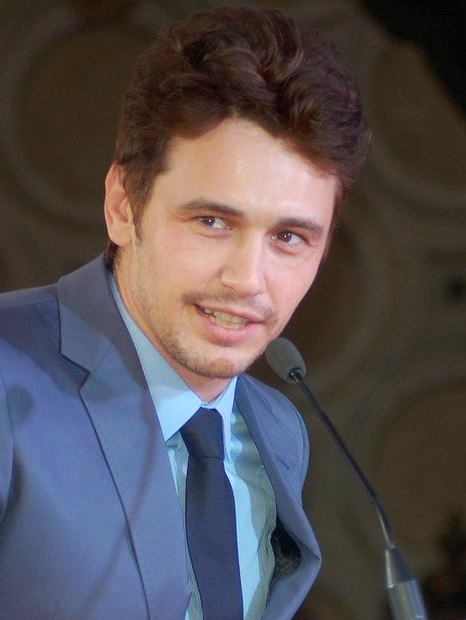
James Franco

  - James FrancoSergei Volkov, patinador artístico soviético (m. 1990).

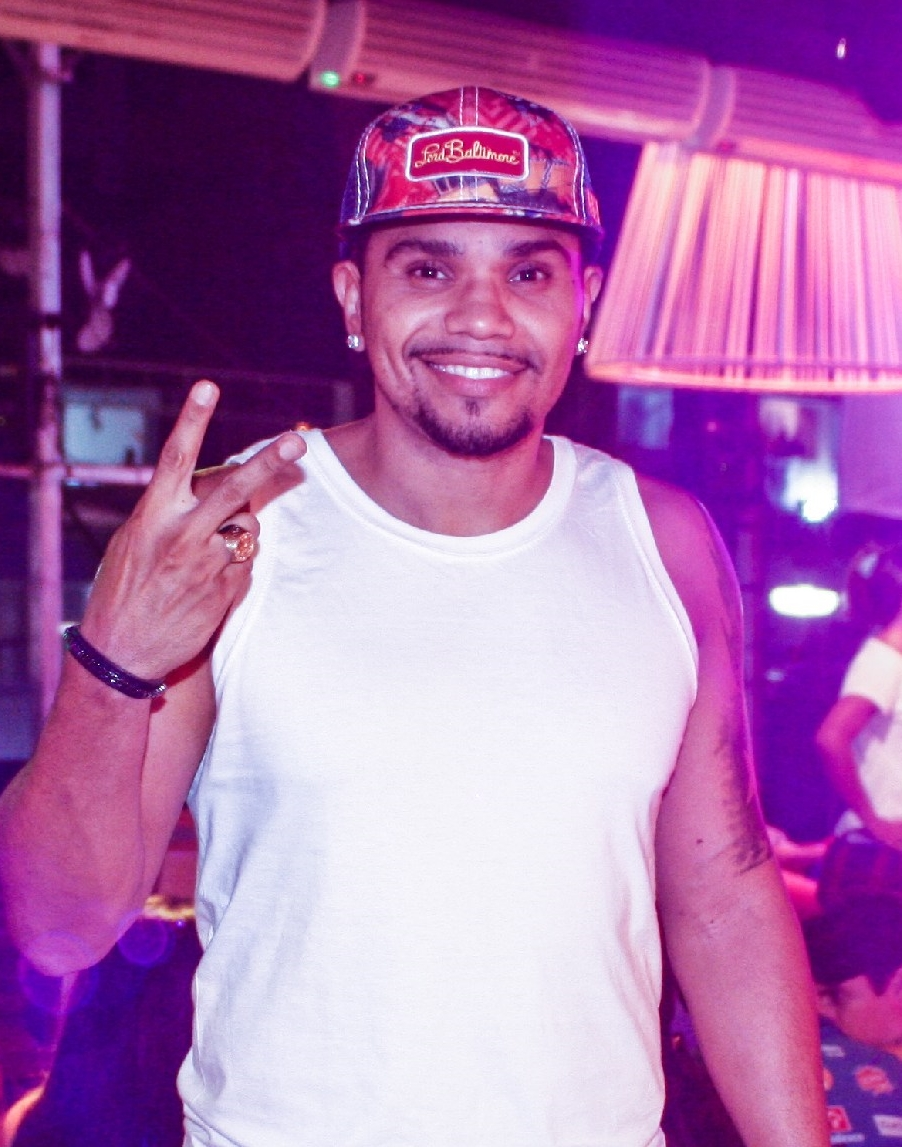
Naldo Benny

#### 1951–2000
- 1954
  - Cármen Lúcia, jurista, professora e magistrada brasileira.
  - Trevor Francis, futebolista britânico (m. 2023).
- 1955 — Krisztina Regőczy, patinadora artística húngara.
- 1957
  - Tony Martin, músico britânico.
  - Afrika Bambaataa, DJ estado-unidense.
  - Ge You, ator chinês.
- 1960
  - Gustavo Petro, economista e político colombiano.
  - José Antônio Peruzzo, arcebispo brasileiro.
- 1962
  - Al Unser, Jr., automobilista norte-americano.
  - Asa Branca, locutor de rodeios e cantor brasileiro (m. 2020).
  - Eduardo Galvão, ator brasileiro (m. 2020).
  - Juan Calleros, músico mexicano.
- 1968
  - Ashley Judd, atriz norte-americana.
  - Mswati III da Suazilândia.
- 1969
  - Shannon Lee, atriz norte-americana.
  - Susan Polgár, enxadrista húngara-estadunidense.
- 1970
  - Diego Cagna, futebolista argentino.
  - Lucendo, futebolista andorrano.
  - Luis Miguel, cantor e compositor mexicano.
- 1971 — Manoel Tobias, jogador de futsal brasileiro.
- 1972
  - Marcelo Elizaga, futebolista equatoriano.
  - Rivaldo, futebolista brasileiro.
  - Uéslei, futebolista brasileiro.
- 1973
  - Antônia Fontenelle, youtuber, vloggera e atriz brasileira.
  - Renata Capucci, jornalista brasileira.
- 1974 — Gerald Sibon, futebolista neerlandês.
- 1975
  - Jussi Jääskeläinen, futebolista finlandês.
  - Townsend Bell, automobilista norte-americano.
- 1976
  - Marco Vanzini, futebolista uruguaio.
  - Ruud Adrianus Jolie, guitarrista neerlandês.
- 1977
  - Greg Sutton, futebolista canadense.
  - Lucien Mettomo, futebolista camaronês.
- 1978
  - Gabriel Heinze, futebolista argentino.
  - James Franco, ator norte-americano.
- 1979
  - Antoaneta Stefanova, enxadrista búlgara.
  - Kate Hudson, atriz norte-americana.
  - Leandro Silva, futebolista brasileiro.
  - Zhao Junzhe, futebolista chinês.
  - Naldo Benny, cantor e compositor brasileiro.
- 1981
  - Catalina Sandino Moreno, atriz colombiana.
  - Hayden Christensen, ator canadense.
  - Ratinho Júnior, empresário e político brasileiro.
- 1982
  - Emiliano Papa, futebolista argentino.
- 1983 — Deola, futebolista brasileiro.
- 1984 — Yao Junior Sènaya, futebolista togolês.
- 1985
  - Ayrton Ganino, futebolista brasileiro.
  - Alexander Tretiakov, piloto de skeleton russo.
  - Éder Luís, futebolista brasileiro.
  - Gustavo Colman, futebolista argentino.
  - Valon Behrami, futebolista suíço.
- 1986
  - Ville Jalasto, futebolista finlandês.
  - Zhou Mi, cantor e ator chinês.
- 1987
  - Joe Hart, futebolista britânico.
  - Maria Sharapova, tenista russa.
- 1988
  - Diego Buonanotte, futebolista argentino.
  - Enrique Esqueda, futebolista mexicano.
- 1989 — Carolinie Figueiredo, atriz brasileira.
- 1990
  - Héctor Herrera, futebolista mexicano.
  - Kim Him-chan, cantor sul-coreano.
- 1992 — Nick Pope, futebolista inglês
- 1995 — Patrick Gibson, ator irlandês.
- 1999 — Margielyn Didal, skatista filipina.
- 2000 — Azzedine Ounahi, futebolista marroquino.

### Século XXI
- 2005 — Maria Minaeva, ginasta russa.
- 2016 — Alexandre, Duque de Sudermânia.

## Mortes

### Anterior ao século XIX
- 0843 — Judite da Baviera, rainha dos Francos (n. 805).
- 1012 — Alfege da Cantuária (n. 954).
- 1013 — Hixame II, califa omíada de Córdoba (n. 966).
- 1044 — Gotelão I de Verdun, duque da Lorena (n. ?).
- 1054 — Papa Leão IX (n. 1002).
- 1321 — Gerásimo I, patriarca de Constantinopla (n. ?).
- 1390 — Roberto II, rei da Escócia (n. 1316).
- 1433 — Picarda Bueri, nobre italiana (n. 1368).
- 1560 — Filipe Melâncton, teólogo e reformador alemão (n. 1497).
- 1567 — Michael Stifel, monge e matemático alemão (n. 1487).
- 1578 — Uesugi Kenshin, samurai japonês (n. 1530).
- 1588 — Paolo Veronese, pintor italiano (n. 1528).
- 1608 — Thomas Sackville, diplomata e poeta inglês (n. 1536).
- 1689 — Cristina, rainha da Suécia (n. 1626).
- 1733 — Elizabeth Hamilton, Condessa de Orkney (n. 1657).
- 1739 — Nicholas Saunderson, matemático e acadêmico inglês (n. 1682).
- 1768 — Canaletto, pintor e gravador italiano (n. 1697).
- 1791 — Richard Price, pregador e filósofo anglo-galês (n. 1723).

### Século XIX
- 1813 — Benjamin Rush, médico e educador norte-americano (n. 1745).
- 1824 — Lord Byron, poeta britânico (n. 1788).
- 1836 — Adélaïde de Souza, escritora francesa (n. 1761).
- 1881 — Benjamin Disraeli, político britânico (n. 1804).
- 1882 — Charles Darwin, biólogo britânico (n. 1809).

### Século XX
- 1906 — Pierre Curie, físico francês (n. 1859).
- 1914 — Charles Sanders Peirce, filósofo, cientista e matemático estado-unidense (n. 1839).
- 1926 — Squire Bancroft, ator e diretor de teatro britânico (n. 1841).
- 1947 — Belmonte, caricaturista, cartunista e ilustrador brasileiro (n. 1896).
- 1949 — Ulrich Salchow, patinador artístico sueco (n. 1877).
- 1967 — Konrad Adenauer, político alemão (n. 1876).
- 1983 — Jerzy Andrzejewski, escritor polonês (n. 1909).
- 1994 — Dener Augusto de Sousa, futebolista brasileiro (n. 1971).
- 1996 — Walter D'Ávila, ator brasileiro (n. 1911).
- 1998
  - Octavio Paz, escritor e diplomata mexicano (n. 1914).
  - Sérgio Motta, engenheiro e político brasileiro (n. 1940).

### Século XXI
- 2006 — Maria Leopoldina Guia, fadista portuguesa (n. 1946).
- 2008 — Constant Vanden Stock, futebolista e treinador belga (n. 1914).
- 2009 — J. G. Ballard, escritor britânico (n. 1930).
- 2010
  - Edwin Valero, pugilista venezuelano (n. 1981).
  - Keith Elam, rapper norte-americano (n. 1961).
- 2011
  - Hugolino Back, religioso parapsicólogo e escritor brasileiro (n. 1926).
  - Elisabeth Sladen, atriz britânica (n. 1946).
- 2012
  - Greg Ham, músico australiano (n. 1953).
  - Levon Helm, músico estadunidense (n. 1940).
- 2014 — Luciano do Valle, locutor esportivo e apresentador de TV brasileiro (n. 1947).
- 2017 — Neuza Amaral, atriz e política brasileira (n. 1930).
- 2019 — MC Sapão, músico brasileiro (n. 1978).
- 2021
  - Vera Lantratova, voleibolista russa (n. 1947).
  - Walter Mondale, advogado e político estadunidense (n. 1928).
- 2022 — Kane Tanaka, supercentenária japonesa (n. 1903).

## Feriados e eventos cíclicos

### Internacional
- Estados Unidos: Dia do Patriota em Massachusetts
- Dia dos Povos Indígenas

### Brasil
- Dia do Exército Brasileiro
- Dia do Psicomotricista

### Cristianismo
- Alfege da Cantuária
- Expedito
- Laurentius Petri
- Papa Leão IX
- Olaus Petri

## Outros calendários
- No calendário romano era o 13.º dia (XIII) antes das calendas de maio.
- No calendário litúrgico tem a letra dominical D para o dia da semana.
- No calendário gregoriano a epacta do dia é x.